# Округ Вајт (Џорџија)
Округ Вајт (енгл. White County) је округ у америчкој савезној држави Џорџија.

## Демографија
По попису из 2010. године број становника је 27.144, што је 7.2 (36,1%) становника више него 2000. године.
| Група             | 2000.          | 2010.          |
| Белци             | 18.804 (94,3%) | 25.453 (93,8%) |
| Афроамериканци    | 432 (2,2%)     | 457 (1,7%)     |
| Азијати           | 102 (0,5%)     | 124 (0,5%)     |
| Хиспаноамериканци | 311 (1,6%)     | 647 (2,4%)     |
| Укупно            | 19.944         | 27.144         |